# جون وارن (جراح)
جون وارن (بالإنجليزية: John Warren)‏ هو طبيب وجراح أمريكي، ولد في 27 يوليو 1753 في Roxbury, Boston ‏ في الولايات المتحدة، وتوفي في 4 أبريل 1815 في بوسطن في الولايات المتحدة.